# Paul Friedrichs
Paul Friedrichs   (Gremersdorf-Buchholz, 21 de març de 1940 - Erfurt, 30 d'agost de 2012) fou un pilot de motocròs alemany, guanyador de tres Campionats del Món de motocròs consecutius en la categoria de 500cc entre 1966 i 1968. El seu títol mundial de 1966 fou el primer aconseguit mai en la categoria dels 500cc amb una motocicleta equipada amb motor de dos temps.
Friedrichs es crià a Mecklenburg, començant a treballar com a mecànic especialitzat en tractors. Quan en tingué l'edat requerida s'uní als motoclubs MC tractor Franzburg i MC Dynamo Rostock d'Erfurt, gràcies a l'entrenament ofert pels quals esdevingué un dels millors pilots de motocròs i enduro del seu temps (amb el Dynamo va guanyar 19 Campionats de la RDA de motocròs). En la modalitat de l'enduro, formà part de l'equip de la RDA que acabà tercer al Vas de plata dels Sis Dies Internacionals d'Enduro de 1972.
Un cop retirat, Friedrichs, casat i amb dues filles, esdevingué distribuïdor de les motocicletes alemanyes MZ a Erfurt i rodalia.

## Palmarès al Campionat del Món
| Any          | Motocicleta  | 500cc | 250cc |
| ------------ | ------------ | ----- | ----- |
| 1965         | ČZ           | 2n    | 9è    |
| 1966         | ČZ           | 1r    | -     |
| 1967         | ČZ           | 1r    | -     |
| 1968         | ČZ           | 1r    | -     |
| 1969         | ČZ           | 3r    | -     |
| 1970         | ČZ           | 4t    | -     |
| 1971         | ČZ           | 4t    | -     |
| 1972         | ČZ           | 2n    | -     |
| Total títols | Total títols | 3     | 0     |